# Станично-Луганська територіальна громада
Станично-Луганська селищна територіальна громада — територіальна громада в Україні, у Щастинському районі Луганської області, з адміністративним центром в селищі міського типу Станиця Луганська.

## Загальна інформація
Площа громади — 518,8 кв. км, населення — 23 570, з них: міське — 12 713, сільське — 10 857 (2020).

## Населені пункти
До складу громади увійшли селища Вільхове та Станиця Луганська, села Болотене, Булавіне, Валуйське, Верхня Вільхова, Колесниківка, Комишне, Макарове, Малинове, Нижня Вільхова, Плотина, Пшеничне та Сизе.

## Історія
Утворена 12 червня 2020 року шляхом об'єднання Станично-Луганської селищної та Валуйської, Вільхівської, Комишненської сільських рад Станично-Луганського району.